# Maria Silvia Bastos Marques
Maria Silvia Bastos Marques (Bom Jesus do Itabapoana, 27 de dezembro de 1956) é uma administradora e executiva brasileira, com mestrado e doutorado em Economia. Foi presidente do Banco Nacional de Desenvolvimento Econômico e Social (BNDES) de 2016 até 2017. Antes, ocupou o cargo de Secretária Municipal de Fazenda da cidade do Rio de Janeiro, de 1993 a 1996, durante a gestão do prefeito César Maia, e presidente da Companhia Siderúrgica Nacional (CSN), de 1996 a 2002
Em fevereiro de 1997, foi incluída em lista da Revista Time como única mulher entre os doze executivos mais poderosos do mundo. Foi incluída pela Revista Fortune, no ano de 2001, entre as 50 mulheres mais poderosas no mundo dos negócios fora dos Estados Unidos. Antes de entrar para essa empresa, havia rejeitado convite do então presidente da república, Fernando Henrique Cardoso, para conduzir a Petrobras.[carece de fontes?]
É viúva do jornalista Rodolfo Fernandes, que foi chefe de redação do jornal O Globo de 2001 a 2011.[carece de fontes?]

## Formação e atuação acadêmicas
Graduada em Administração Pública, com mestrado e doutorado em Ciências Econômicas, todos pela Fundação Getúlio Vargas. Foi pesquisadora do Instituto Brasileiro de Economia da Fundação Getúlio Vargas (IBRE/FGV) e professora da Pontifícia Universidade Católica do Rio de Janeiro (PUC-RJ), de 1982 a 1990. [carece de fontes?]

## Carreira profissional
Assumiu, em janeiro de 2007, a presidência da Icatu Hartford, grupo líder em seguros de vida, previdência e capitalização, no ranking de empresas não ligadas a bancos de varejo. Foi presidente do Instituto Brasileiro de Siderurgia (IBS). Na administração pública, foi coordenadora da área externa da Secretaria de Política Econômica do Ministério da Fazenda, assessora especial para assuntos de desestatização do BNDES e, também, da área financeira e internacional do mesmo banco.[carece de fontes?]
Foi convidada a comandar a CSN, a quinta maior empresa nacional, com a missão para reestruturar a companhia, privatizada 3 anos antes. Ela se dedicou à reengenharia e à participação da CSN na privatização da Light, com base em sua experiência em desestatização da época em que trabalhava no BNDES.[carece de fontes?]
Fez parte também dos conselhos de administração de empresas como Souza Cruz, Pão de Açúcar e Arce e Marsh&McLennan Companies.